# NGC 6388
NGC 6388 је збијено звездано јато у сазвежђу Шкорпија које се налази на NGC листи објеката дубоког неба.
Деклинација објекта је - 44° 44' 4" а ректасцензија 17h 36m 17,0s. Привидна величина (магнитуда) објекта NGC 6388 износи 6,8. NGC 6388 је још познат и под ознакама GCL 70, ESO 279-SC2.